# 1875 en droit
Cet article présente les faits marquants de l'année 1875 en droit.

## Événements

### Février
- France : 
  - 19 février : Arrêt Prince Napoléon par lequel le Conseil d'État français abandonne la théorie du mobile politique pour définir les actes de gouvernement, actes insusceptibles de recours contentieux,
  - 24 février : première des trois lois constitutionnelles de 1875, sur l'organisation du Sénat.
  - 25 février : deuxième des trois lois constitutionnelles de 1875, sur l'organisation des pouvoirs publics.

### Mars
- États-Unis :
  - 1er mars : Civil Rights Act, loi fédérale votée après la guerre de Sécession, destinée à assurer l'égalité civile aux Afro-Américains, notamment aux anciens esclaves du Sud.
- France : 
  - 13 mars : loi militaire portant de 3 à 4 le nombre de bataillons dans chaque régiment, sans augmenter pour autant les effectifs, ce qui revient à former davantage de sous-officiers et d'officiers.

### Avril
- Empire allemand : 
  - 22 avril : Brotkorbgesetz, loi prussienne bloquant l'accès à toute subvention étatique à l'Église catholique pour la forcer à reconnaître l'Empire allemand.

### Mai
- Empire allemand : 
  - 31 mai : loi des cloîtres (Klostergesetz), qui interdit tous les ordres religieux sur le territoire prussien à l'exception de ceux exclusivement hospitaliers.

### Juillet
- France : .
  - Loi du 12 juillet 1875 relative à la liberté de l'enseignement supérieur, dite Loi Laboulaye (rapporteur : Édouard Lefebvre de Laboulaye)[1], dernière des trois lois constitutionnelles de 1875, sur les rapports entre les pouvoirs publics.

### Août
- France : 
  - 2 août : loi organique du 2 août 1875 sur l’élection des sénateurs, complétant la loi du 24 février, en précisant les modalités de l'élection des sénateurs.

### Octobre
- France : 
  - 29 octobre : décret du maréchal Mac Mahon créant de la faculté de droit de Lyon, sous l'impulsion de Henri Wallon[2].

## Publications
- Ernest Désiré Glasson, Éléments du droit français, considéré dans ses rapports avec le droit naturel et l'économie politique, Paris, A. Durand et Pedone-Lauriel, Guillaumin et cie, 2 vol.

## Naissances
- 31 janvier : Santi Romano, juriste et professeur de droit italien († 3 novembre 1947).
- 15 avril : Heinrich Klang, juriste autrichien († 22 janvier 1954).

## Décès
- 6 janvier : Adolphe Roussel, avocat belge, et professeur de droit criminel et d'encyclopédie du droit et homme politique (° 29 mai 1809).
- 27 mars : Karl Salomo Zachariä, juriste allemand (° 14 septembre 1769).
- 15 juin : Toussaint Joseph Borély, haut magistrat français (° 24 janvier 1788).
- 9 novembre : Jean-Alphonse Gilardin, magistrat français (° 17 mai 1805).
- 5 novembre : Robert von Mohl, juriste et homme politique allemand (° 17 août 1799).